# Enea Masiero
Enea Masiero (ur. 8 listopada 1933 w Lonigo, zm. 31 marca 2009 w Mediolanie) – włoski piłkarz i trener.
W latach 1955–1964 był pomocnikiem Interu Mediolan. Zdobył z Interem mistrzostwo Włoch 1963 i Puchar Mistrzów 1964. W 168 meczach strzelił 12 bramek. Jako trener dwukrotnie w 1973 i 1974 pełnił funkcję trenera Interu.